# Ешь ананасы, рябчиков жуй
Ешь ананасы, рябчиков жуй,

День твой последний приходит, буржуй.
«Ешь ананасы, рябчиков жуй…» — стихотворение русского советского поэта Владимира Маяковского, написанное в 1917 году.

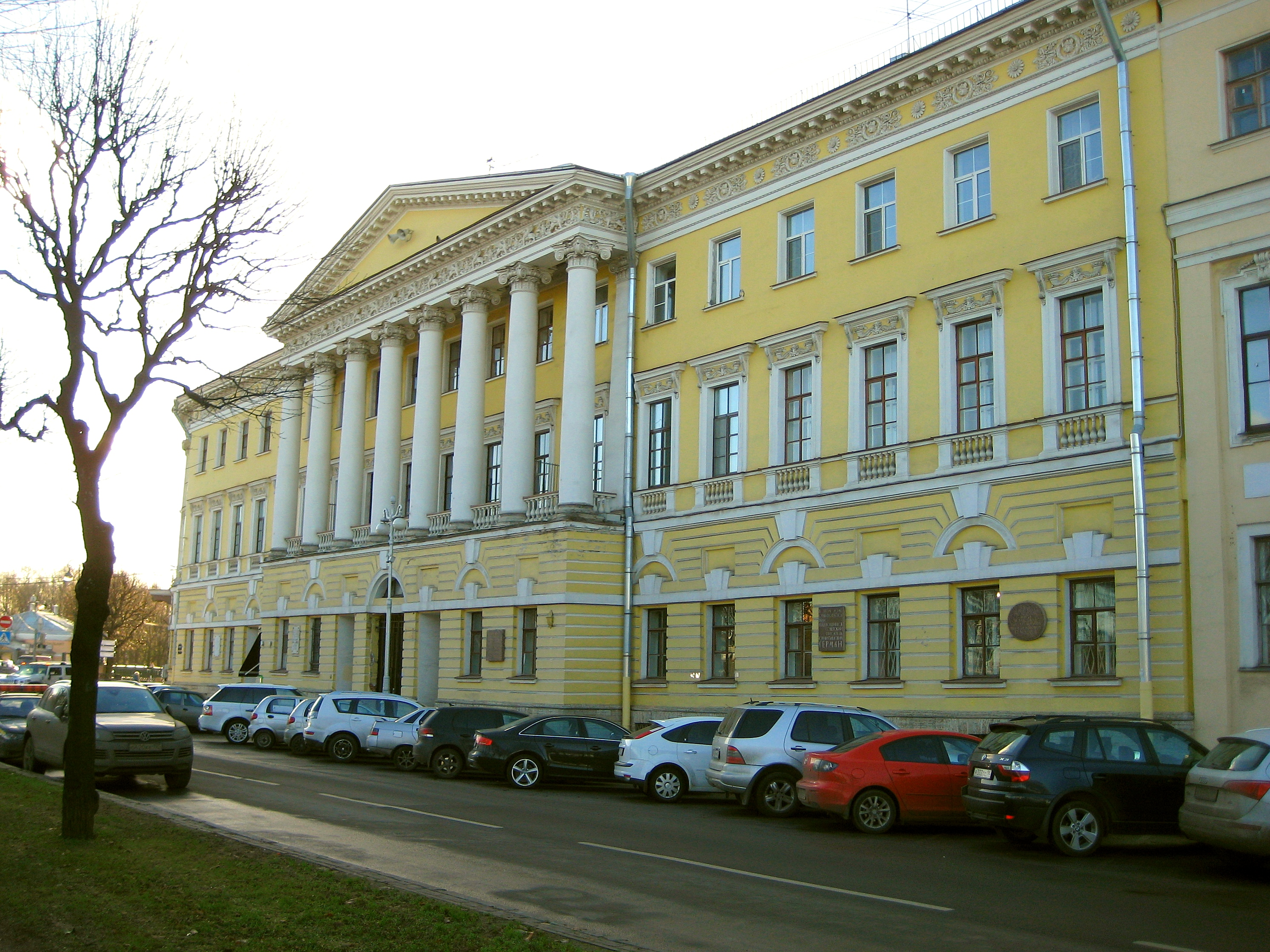
Дом 7 на Марсовом поле в Санкт-Петербурге, где было написано стихотворение

## История
Стихотворение было написано в период между февралём и октябрём (по другим данным, в сентябре или октябре) 1917 года. По словам Владимира Маяковского, он сочинил его, сидя за столом в петроградском артистическом кабаре «Привал комедиантов» (Марсово поле, 7):
К привалу стали приваливаться остатки фешенебельного и богатого Петербурга. В такт какой-то разухабистой музычке я сделал двустишие…
Впервые опубликовано в первом номере московского журнала пролетарской сатиры «Соловей» 6 января 1918 года (24 декабря 1917 года по старому стилю). Оно сопровождалось карикатурой, изображающей богатое застолье.
Позже стихотворение было включено в поэму Маяковского «Владимир Ильич Ленин», напечатанную в 1924 году.

## Содержание
Суть стихотворения продиктована временем его создания: последними месяцами перед Октябрьской революцией: лирический герой предрекает представителю привилегированного класса скорую гибель. В качестве признака, маркирующего оппонента, выступает дорогая еда — ананасы и рябчики. В этом обнаруживается привычный для лирики Маяковского мотив, в котором идеологический противник обозначается жирным, богато либо неэстетично едящим. Например, одна из глав доклада Маяковского «Перчатка» называлась «Складки жира в креслах». Та же метафора встречается в поэмах «Облако в штанах» («А улица присела и заорала: // „Идёмте жрать!“», «а в экипажах лощился за жирным атлетом атлет; // лопались люди, // проевшись насквозь, // и сочилось сквозь трещины сало») и «Люблю» («Я // жирных // с детства привык ненавидеть»). Стихотворение «Нате!» построено на этом мотиве («Через час отсюда в чистый переулок // вытечет по человеку ваш обрюзгший жир», «Вот вы, мужчина, у вас в усах капуста // где-то недокушанных, недоеденных щей».
Поэт Константин Кедров полагает, что упоминание ананасов — отсылка к знаменитому стихотворению «Ананасы в шампанском» Игоря Северянина, с которым Маяковский вёл литературную полемику. По мнению Кедрова, и в этом стихотворении поэт соревнуется с давним оппонентом.

## Особенности
С формальной точки зрения стихотворение представляет собой двустишие-монорим с мужской рифмой. Это первое двустишие в творчестве Маяковского: в дальнейшем он будет часто их использовать во время работы в «Окнах РОСТА», при создании агитационных и рекламных плакатов.

## Реакция и критика

Фрагмент страницы из журнала «Соловей» со стихотворением и карикатурой

Культуролог Наталия Лебина считает стихотворение Маяковского показателем государственной политики раннесоветского периода в области питания: по её мнению, большевики стремились воспринимать пищу утилитарно, в качестве «сугубо насыщающей субстанции».
Филолог Михаил Эпштейн в 1991 году отмечал, что образ «буржуя» в отечественной культурной среде складывается как раз на основе этого стихотворения: «Толстый, откормленный, как на заклание: лежит на печи, помыкает своими тощими работниками, прячет капитал под подушкой, слюнявыми пальцами его пересчитывает, дрожит от жадности».

## Отражение в культуре
Стихотворение получило крайне быстрое распространение в языковой среде. По воспоминаниям Маяковского, эти строки напевали матросы, штурмовавшие Зимний дворец в Петрограде во время Октябрьской революции:
Это двустишие стало моим любимейшим стихом: петербургские газеты первых дней Октября писали, что матросы шли на Зимний, напевая какую-то песенку: Ешь ананасы.... и т. д.
Этот факт подтверждал и писатель Лазарь Лагин: однажды он присутствовал на творческом вечере Маяковского и ответ на зрительский упрёк, что стихи поэта непонятны рабочему классу, встал и прокричал двустишие «Ешь ананасы, рябчиков жуй…»:
С этим стишком матросы штурмовали в Октябре Зимний! Или, может быть, эти стихи непонятны!
Двустишие включено в «Словарь крылатых слов и выражений» (М., 2005) и толкуется как «шутливо-ироническая угроза в чей-либо адрес».
Стихотворение широко используется в русскоязычных средствах массовой информации — как целиком, так и первая строчка.